# 229 до н. е.

## Події
- Перша іллірійська війна
- Клеоменова війна
- Битва при Паксах

## Померли
- Лі Му, генерал Чжао